# Hyphaenia otakei
Hyphaenia otakei es una especie de insecto coleóptero de la familia Chrysomelidae.
Fue descrita científicamente en 2003 por Kimoto.